# 高金华
高金华（1966年5月28日—），或译高金洪，现任東盟秘書長，曾任柬埔寨总理的助理部长、最高国家经济委员会成员、柬埔寨大学校长、Jeffrey Cheah东南亚研究所高级研究员、亚洲社会全球理事会成员、全球支持发展委员会（WSD）成员，行政职务为高金华博士阁下 。他从1993年完成美国学业 返回柬埔寨之时，就一直参与到柬埔寨公共服务事业和智库建设之中。
高金华在1999年柬埔寨进入东盟的过程中发挥了不可或缺的作用 ，并继续担任柬埔寨国际事务的负责人，2001-2003期间为外交与国际合作部顾问和2004-2013期间为柬埔寨外交和国际合作部的国务秘书 。2003年他创建了柬埔寨大学，并且在他的带领下使得这所大学林立于柬埔寨著名大学的行列中 。在他的帮助下，成立了两个智囊团，分别是：亚洲经济论 和亚洲宗教对话 。此外，他还帮助成立了名为「SEATV」的东南亚电视台和电视广播电台。2014年，他在柬埔寨大学创立了政治与国际关系的德佐森学院，以此培育高级治国理政人才和年轻的领袖。在2015年，他在柬埔寨大学创建了传媒学院并协同东南亚电视和东南亚广播电台以培育高质量的新闻交流传播教育的人才。

## 学历
柬埔寨内战（1967  -  1975年）之后，红色高棉掌控政权并实施种族迫害（1975  -  1979年） 。由于柬埔寨当时的不稳定和充满暴力的形势，高金华在童年期间受到很少的正规教育 。他的家庭在1981年获得了难民身份 ，最终迁居美国弗吉尼亚州的赫恩登，高金华在此就读高中。他当时只有16岁，受到的教育程度颇低，缺乏英语培训。但是，他仍然在三年后的1985年获得了高中毕业文凭，之后他在克萨斯州韦科市的贝勒大学完成了亚洲研究学士学位 。而后获得俄亥俄大学硕士研究项目的国家奖学金，1991年获政治学硕士和国际事务硕士双学位硕士学位 。此外，他在檀香山市马诺阿夏威夷大学获得政治学博士学位 。2007年获得俄亥俄大学公共服务荣誉博士学位 ，并于2014年在印度Kalinga工业技术研究所（KIIT大学）获得文学荣誉博士学位。

## 返回柬埔寨
高金华博士获得了亚洲基金会的资助，以对柬埔寨的联合国维和行动进行研究。1993年1月，正值联合国柬埔寨过渡时期权力机构（UNTAC）管理选举的5个月前返回金边。

## 职业生涯
1993年至1994年，他被任命为高棉国际关系研究协会负责人 ，在此期间，他在亚洲基金会的资助下，制定了柬埔寨公共责任和透明度的项目（CPAT）。该项目是全国首个反腐败项目之一，由于没有获得足够的资金支持，未能取得重大成果 。该项目后来转变为社会发展中心（CSD） ，与此同时，高金华博士启动了另一个智囊团项目，柬埔寨合作与和平研究协会（CICP）。
到2004年，高金华博士担任CICP第一任执行董事十年，值得一提的是，直到今天他仍然是董事会成员（2004年至今） 。CICP于1999年为柬埔寨成为东盟（ASEAN）、东南亚国家战略与国际研究协会以及亚太地区安全合作理事会（CSCAP）的成员而走在支持的最前沿，这些都在高金华博士任期内所推动的项目。高金华博士还出版了许多有关东盟和柬埔寨 - 东盟关系的书籍 ，并通过东盟战略与国际研究协会的活动，在东盟方面获得了丰富的经验。他在CICP期间，作为外交和国际合作部的顾问也积极推动参与了很多与柬埔寨王国政府的重大互动项目。
高金仁阁下从1996年至1998年担任柬埔寨王国政府外交与国际合作部长的顾问，2001年至2004年间担任国务秘书职务 。他还成为最高国家经济委员会成员，当时SNEC成立于1999年，自那时以来一直担任部长级职务。
2003年，高金华博士参与创立了柬埔寨大学（UC）。 UC提供基于美国学分制的学位课程，同时以英语授课 。高金华博士想要创立一个与美国类似的方式建立的柬埔寨高等教育机构，专注于发展学生的批判性思维和解决问题的能力 。这些价值体现在柬埔寨大学的愿景和使命中 。柬埔寨大学在他的带领下，成立了媒体与传播学院，为新闻和电视制作等领域广泛培养学生。
柬埔寨大学在高金华的领导下建立了两个智囊团，分别是：亚洲经济论坛（AEF） 和亚洲宗教发展对话 ，这两个单位都在柬埔寨大学统筹之下。
高金华是2005年5月由柬埔寨大学UC成立的AEF创始委员会委员兼副主席。 AEF是针对亚太地区面临的重大问题而促进政策对话的智囊团。 AEF一般在金边每年举行。
高金华也是2006年12月由Haruhisa Handa博士创建的亚洲宗教发展对话（AFDD）的秘书长。AFDD的目的是加强不同信仰团体之间的对话，并使信仰社区团结起来，实现人道主义和发展目标。

2004年，他被任命为外交和国际合作部国务秘书，任职至2013年。 在任国务秘书期间，高金华阁下与东盟国家广泛合作，积极开拓柬埔寨参与组织的许多机制并发展关系 。因此，他是“东盟宪章”的发展和谈判的重要角色，也是东盟高层关于起草“东盟宪章”高级别工作组的柬埔寨代表。 除东盟以外，高金华阁下还负责东盟（10+3）论坛，东盟（10+1）合作机制峰会，东盟地区论坛（ARF），东亚峰会（EAS）以及亚欧会议（ASEM）
自2006年以来，高金华阁下担任部长理事会办公室的柬埔寨国际关系学院顾问委员会副主席。
2007年，由高金华（Kao Kim Hourn）成立东南亚电视台和东南亚广播电台以“SEATV”而家喻户晓。 SEATV总部位于UC金边校区 ，并与柬埔寨大学UC的媒体与传播学院联合实施学位课程。
自2008年起，他兼任东京全球支持发展董事会成员。 他还担任柬埔寨红十字会常务委员会成员，任期两年（任期最长为五年）——（第一任期：2008 - 2013年;第二任期：2013年至今）。2004年8月至2013年9月期间，他是东盟政治安全委员会柬埔寨国家代表候补委员，以及2004 - 2013年柬埔寨东盟国家秘书处秘书长。
2013年，他晋升成为现任柬埔寨王国总理的助理部长，专门负责外交和东盟事务。 自2016年10月至2017年5月，曾任世界经济论坛柬埔寨部际委员会副主席。他现任Jeffrey Cheah东南亚研究所高级研究员，并兼任亚洲社会全球理事会成员。

## 个人生活
高金华于1966年出生于柬埔寨的磅湛省KohSotin。 他的父亲是他是一名学校老师，但由于在红色高棉时期，教育领域是非法的，所以很多教师在那个时期会被针对性地杀死。 由于当时全国的暴力条件非常恶劣 ，所以他和他的家人在1979年红色高棉被剥夺权力之后，在柬埔寨 - 泰国边界的难民营里度过了一段时间，最终以难民的身份搬迁到美国 。在中断正式教育很长时间之后，高金华在美国完成了学业。 高金华与妻子和两个孩子住在金边。 他的妻子——KhemRany，是柬埔寨大学董事会成员兼大学总务副校长，东南亚电视台广播总监，东南亚作品创始人兼总监。

## 出版刊物
- Perspectives of A Cambodia Development for Peace in the Context of Southeast Asian Integration (1995) [Khmer and English][37]
- Cambodia in ASEAN (1995) [English][38]
- Peace from the Heart (1996) with Samraing Kamsan [Khmer][39]
- Peace and Cooperation: Alternative Paradigms (1997) with Din Merican [English][40]
- ASEAN Free Trade Agreement: Implications and Future Directions (1997) with Sarah Kanter [English][41]
- Women's Political Voice in ASEAN: Sharing a Vision (1997) with Norbert von Hofmann [English][42]
- Cambodian Approach to Conflict Resolution (1998) with Samraing Kamsan [Khmer][43]
- Skepticism, Outrage, Hope: Reactions to the Death of Pol Pot (1998) with Tania Theriault [English][44]
- ASEAN A to Z: A Lexicon of ASEAN-Related Terminology (1998)[45]
- Cambodia's Future in ASEAN: Dynamo or Dynamite? (1998) with Jeffrey A. Kaplan [English][46]
- National Elections: Cambodia's Experiences and Expectations (1998) with Norbert von Hofmann [English][47]
- Cambodia and the International Community: The Quest for Peace, Development, and Democracy (1998)[48]
- Principles Under Pressure: Cambodia and ASEAN's Non-Interference Policy (1999) with Jeffrey A. Kaplan [English][49]
- Shared Leadership and Trust Building in Cambodia: Learning from the Past, Sharing Experiences, Views and Visions, and Drawing Lesson for the Future (1999) with Samraing Kamsan [Khmer and English][50]
- Grassroots Democracy in Cambodia: Opportunities, Challenges and Prospects (1999) with Samraing Kamsan [Khmer and English][51]
- ASEAN 10 is Born: Commemorating Cambodia's Entry into ASEAN (1999) [English][52]
- Banking on Knowledge: The Genesis of the Global Development Network, "The challenges of intervention for Cambodian think tanks" (2000) [English]
- The Greater Mekong Sub region and ASEAN from Backwaters to Headwaters (2000) with Jeffrey A. Kaplan [English][53]
- Cambodia in the New Millennium: Managing the Past and Building the Future (2000) with Samraing Kamsan [Khmer][39]
- Emerging Civil Society in Cambodia: Promotion of Human Rights and Advancement of Democracy (2001) with Samraing Kamsan and Luy Chanphal [Khmer][54]
- ASEAN A to Z: A Lexicon of ASEAN-Related Terminology, 2nd Edition (2001)[39]
- Building Civil Society for Good Governance in Cambodia: Achievements, Challenges and Prospects (2001) with Samraing Kamsan [Khmer][39]
- The Role and Function of Cambodian Parliament: Achievements, Challenges and Prospects (2001) with Van Buntheth and Luy Chanphal [Khmer][55]
- Cambodia's Foreign Policy and ASEAN: from non-alignment to engagement (2002) [English][56]
- Whispering in the Ears of Power: The Role of ASEAN Track-Two Diplomacy (2002) [English][57]
- Communal Council Elections and Grassroots Democracy in Cambodia (2002) with Samraing Kamsan and Inn Tong Ann [Khmer][39]
- Civil-Military Relations in Cambodia: Issues, Challenges and Prospects (2002) [Khmer and English][58]
- Strengthening Civil Society-Government Partnership for Good Governance and Development in the Public Sector in Cambodia: Achievements, Challenges and Future Directions (2002) with Samraing Kamsan [Khmer][59]
- Elections in Cambodia: Lessons Learned and Future Directions (2002) [Khmer and English][60]
- Sustainable Development, Poverty Reduction and Good Governance in Cambodia (2002) with Chap Soptharith [Khmer][39]
- Military Reform in Cambodia: Demobilization and Reintegration (2002) with Inn Tong Ann [Khmer][61]
- Strengthening Civil Society-Parliament Partnership for Good Governance in Cambodia: Achievements, Challenges and Prospects (2003) with Samraing Kamsan [Khmer][62]
- Legislative Review and Development in Cambodia in the Last Ten Years: Achievements, Challenges and Prospects (2004) with Samraing Kamsan [Khmer and English][63]
- The Making of the ASEAN Charter, "A Personal Reflection" (2009) by Tommy Koh (2009) [English][64]

## 奖项和荣誉
- Medal of National Merit (2015)
- Honorary Doctorate in Literature, Kalinga Institute of Industrial Technology, India (2014)[65]
- Honorary Doctorate of Public Service, Ohio University, U.S.A. (2007)[66]
- Royal Order of Cambodia, Grand Cross (2013)
- Royal Order of Sowathara, Grand Officer (2007)[67]
- Royal Order of Cambodia, Grand Officer (2007)
- Royal Order of Monisaraphon, Commander (2006)[來源請求]
- Royal Order of Monisaraphon, Chevalier (2003)[來源請求]
- Royal Order of Monisaraphon, Officer (2003)[來源請求]